# Emil Friedrich Julius Sommer
Emil Friedrich Julius Sommer (* 5. Mai 1819 in Oppeln; † 22. Juli 1846 in Halle) war ein deutscher Philologe und gilt als Begründer der Germanistik in Halle und als Sammler zahlreicher Volksüberlieferungen.

## Leben
Sommer wurde 1842 in Halle promoviert mit der Dissertation De carmine Germaniae saeculi XIII diu guote frouwe inscriptio. Anschließend ging er an die Universität Berlin, wo er Schüler von Jacob und Wilhelm Grimm wurde, die ihn zum Sammeln von Sagen anregten. 1844 wurde er Privatdozent an der Universität Halle (Habilitation De Theophili cum diabolo foedere). 1846 veröffentlichte er seine Sagensammlung aus Sachsen und Thüringen. Er war dabei, Sagen im Gebiet des Kyffhäuser (Kelbra) zu sammeln, als er an Tuberkulose (Blutsturz) erkrankte und wenig später mit nur 27 Jahren in Halle starb.
Neben Sagen befasste er sich unter anderem mit dem Fauststoff und dem mittelhochdeutschen Gedicht Flor und Blancheflor von Konrad Fleck (er gab sie 1846 heraus).
Die Germanistik an der Universität Halle erlebte danach erst wieder mit Julius Zacher einen Aufschwung, dem Gründer der Zeitschrift für deutsche Philologie (1868).

## Schriften
- Sagen, Märchen und Gebräuche aus Sachsen und Thüringen, Halle 1846 (online – Internet Archive)
- Flore und Blanscheflur. Eine Erzählung von Konrad Fleck, herausgegeben von Emil Sommer. Quedlinburg und Leipzig 1846 (online – Internet Archive).